# Farruquito
Farruquito, eigentlich Juan Manuel Fernández Montoya (* 1982 in Sevilla), ist ein spanischer Flamencotänzer.

## Leben
Seit dem Tod seines Vaters, des Flamencosängers El Moreno, im Jahre 2001 (durch Schlaganfall bei einem Konzert in Buenos Aires) ist Juan Montoya alias Farruquito Oberhaupt seines Familienclans. Er galt als Wunderkind, spielte mit seinem Großvater Antonio Montoya Flores, genannt El Farruco, der ihn bereits 1991 der Öffentlichkeit präsentiert hatte, 1996 in Bodas de Gloria, wo er von seinem diesem bereits als der Kapitän der Kapitäne des Tanzes bezeichnet wurde. Mit El Farruco trat er ebenfalls in Flamenco von Carlos Saura auf. Im Jahr 2001 hatte er Auftritte mit seinem jüngeren Bruder Farru (nunmehr "Farruco" genannt), mit El Torombo und Jairo Barrul sowie bekannten Steppern aus New York in der Produktion Incognito von Francis Brunn. Farruquitos Credo lautet: "Wer aufhört zu tanzen, hat aufgehört zu existieren."
Im September 2003 fuhr er mit einem BMW mit überhöhter Geschwindigkeit und ohne Führerschein einen 35 Jahre alten Fußgänger nieder, der dabei getötet wurde. Er beging Fahrerflucht und beschuldigte im Folgenden – auf Anraten eines Familienfreundes – seinen minderjährigen Bruder der Tat. Im Prozess gab er an, der gesamte Clan hänge von ihm ab. Gefängnis hätte für seine Karriere und für seine Familie unabsehbare Folgen. Er konnte den Gerichtssaal als freier Mann verlassen und wurde lediglich zu einer Geldstrafe verurteilt. 
Das Urteil der ersten Instanz stieß in Spanien auf heftige Kritik. Der Karriere des jungen Tänzers war es kaum abträglich. Kurz danach wurde er bei einem Auftritt in Madrid mit Ovationen empfangen. In der zweiten Instanz lautete das im Juli 2005 erlassene Urteil 16 Monate Gefängnis auf Bewährung und eine Geldstrafe von 140.000 EUR Schadensersatz für die Familienangehörigen des Opfers. Somit entging er der befürchteten mehrjährigen Haftstrafe. Auch dieses Urteil stieß wiederum auf starke öffentliche Kritik.
Kurz vor dem Urteil heiratete Farruquito im Alter von 23 Jahren Rosario Alcántara in der Kirche Cristo de los Gitanos in Sevilla auf traditionelle Art. Zu der anschließenden Feier waren mehr als 1.500 Gäste, darunter bekannte Flamenco-Künstler, geladen.
Farruquito zählt zu den bekanntesten Bailaores (Tänzern) der jungen Flamenco-Generation. Er pflegt den Gitano-Stil, einen kraftvollen, energischen Tanzstil mit schneller Fußtechnik. Wie viele Flamenco-Künstler aus Andalusien, zählt auch seine Familie zu den Gitanos.
Seine Eltern sind Juan Fernández Flores, El Moreno, Flamenco-Sänger, und die Tänzerin Rosario Montoya Manzano, La Farruca. Er hatte jüngere Brüder, mit denen er meist zusammen  aufgetreten ist, und ist zudem der Enkel des legendären Flamencotänzers El Farruco, der 1997 starb.